# Mali Utrix
Mali Utrix - Малый Утриш (rus) és un possiólok del krai de Krasnodar, a Rússia. Es troba a la riba nord-oriental de la mar Negra. És a 21 km al sud d'Anapa i a 125 km a l'oest de Krasnodar.
Pertany al possiólok de Supsekh.